# بطولة تونس لكرة السلة للرجال 1962–63
بطولة تونس لكرة السلة للرجال 1962-1963 هو الموسم رقم 8 من بطولة تونس لكرة السلة للرجال.

فاز بهذا الموسم الملعب النابلي.

## روابط خارجية
- الموقع الرسمي للجامعة التونسية لكرة السلة.